# Lucija Ćirić Bagarić
Lucija Ćirić Bagarić (* 9. Januar 2004) ist eine kroatische Tennisspielerin.

## Karriere
Ćirić Bagarić spielt bisher vor allem Turniere der ITF Junior Tour und der ITF Women’s World Tennis Tour, wo sie bislang acht ITF-Turniere im Einzel gewinnen konnte.
2021 erreichte sie als Qualifikantin die zweite Runde im Hauptfeld des Juniorinneneinzels bei den US Open. Im Juniorinnendoppel scheiterte sie mit Partnerin Sebastianna Scilipoti bereits in der ersten Runde.
2022 scheiterte sie zu Beginn des Jahres bei den Australian Open im Juniorinneneinzel bereits in der ersten Runde an Carolina Kuhl mit 1:6 und 4:6. Im Juniorinnendoppel war an der Seite von Sofia Costoulas ebenfalls bereits in der ersten Runde Schluss. Bei den French Open 2022 musste sie sich im Juniorinneneinzel gegen die an Nummer fünf gesetzte Diana Schneider mit 1:6 und 4:6 geschlagen geben. Im Juniorinnendoppel erreichte sie an der Seite von Sofia Costoulas das Halbfinale. In Wimbledon scheiterte sie im Juniorinneneinzel abermals bereits in der ersten Runde, konnte aber mit ihrer Doppelpartnerin Nikola Daubnerová wiederum das Halbfinale im Juniorinnendoppel erreichen.

## Turniersiege

### Einzel
| Nr. | Datum             | Turnier        | Kategorie | Belag             | Finalgegnerin     | Ergebnis      |
| --- | ----------------- | -------------- | --------- | ----------------- | ----------------- | ------------- |
| 1.  | 13. November 2022 | Iraklio        | ITF W15   | Sand              | Michaela Laki     | 6:3, 4:6, 6:4 |
| 2.  | 4. Dezember 2022  | Oberpullendorf | ITF W15   | Hartplatz (Halle) | Denisa Hindová    | 6:4, 6:2      |
| 3.  | 11. Dezember 2022 | Oberpullendorf | ITF W15   | Hartplatz (Halle) | Wiktorija Kan     | 6:3, 6:0      |
| 4.  | 6. August 2023    | Koge           | ITF W25   | Sand              | Hanne Vandewinkel | 6:4, 7:5      |
| 5.  | 21. Januar 2024   | Monastir       | ITF W35   | Hartplatz         | Polina Jazenko    | 7:5, 6:2      |
| 6.  | 18. Februar 2024  | Hammamet       | ITF W35   | Sand              | Marie Benoît      | 6:2, 7:5      |
| 7.  | 25. Februar 2024  | Hammamet       | ITF W35   | Sand              | Francesca Jones   | 2:1, Aufgabe  |
| 8.  | 17. März 2024     | Alaminos       | ITF W35   | Sand              | Lina Gjorcheska   | 6:2, 6:3      |